# Lòse
Lòse (en francès Loze) és un municipi francès situat al departament de Tarn i Garona i a la regió d'Occitània. Limita amb els municipis de Puèg la Garda, Sent Progèt, Molhac, Cailutz i La Capèla de Libron.

## Demografia
| 1962                                       | 1968 | 1975 | 1982 | 1990 | 1999 | 2007 |
| ------------------------------------------ | ---- | ---- | ---- | ---- | ---- | ---- |
| 84                                         | 85   | 83   | 102  | 94   | 118  | 128  |
| Des de 1962: població sense dobles comptes |      |      |      |      |      |      |

## Administració
| Període | Identitat      | Partit |
| ------- | -------------- | ------ |
| 2001-   | Gilles Bonsang |        |